# Baronía del Papiol
La Baronia de Papiol fue una jurisdicción señorial sobre el castillo y el término de El Papiol. Su fundación  procede de la fortificación del perímetro de Barcelona a causa de las invasiones moriscas que se efectuaban especialmente por los cauces de los ríos Llobregat y Besós, los cuales servían también como fronteras que limitaban dicha ciudad.
La primera referencia es del año 1115, donde aparece  un pergamino donde el Conde de Barcelona Ramón Berenguer III entrega en feudo el castillo a sus hermanos Arnau, Bernat y Ramón Pere  que tomaron el apellido Despapiol.
En enero de 1395 el rey Juan I vendió, por 6.000 libras una carta de gracia, a Berenguer de Cortilles, los dominios del castillo, así como la jurisdicción civil y criminal y el mero y mixto imperio. Cinco meses después consta que el nuevo señor del castillo cedía el dominio a Ramón Despapiol. En 1448 un terremoto derribó parcialmente la fortaleza que se pudo reconstruir. La Baronía pasó a manos de la familia Guimerà, señores de Lloraç y de Ciudadela pero en el año 1505, por medio de un enlace matrimonial, la familia Marimón, señores del Castillo de Sant Marçal y marqueses de Cerdanyola, poseen  la Baronía. En 1587 Felipe II, reconoce a Guispert de Guimerà , como Barón del Papiol y la jurisdicción sobre el término de Santa Eulalia de El Papiol. Mediante otro enlace matrimonial en el año 1610, el Castillo de Papiol pasa a otra familia de la aristocracia catalana, la familia Desboch, señores del Castillo de Burriach y de la Baronía de Vilassar.Esta familia vendió la Baronía al negociante Francesc Argemir investido en el año 1661.
En el año 1772  Gerardo Cebrià Font compró el castillo  y jurisdicción que lo heredó  Valentí Llozer Codina, Ministro Honorario de la Real Audiencia de Barcelona por Isabel II de Castilla, conservando su sucesión mediante la línea directa, pasando más tarde a Rafael Llázer Cebrià. En 1832 el barón Joaquín Cebrià y Vilella, aceptó el transmisión de unas tierras para la construcción de un ferrocarril proyectado hacia Martorell y la baronía la heredó Mª Teresa Almirall. El título ha sido sucedido a sus hijas y propietarias Adela Mora y Mª Teresa Mora, esta última casada con Manuel Bofarull, que inició una restauración con el asesoramiento de  Luis Monreal y Martí de Riquer. En la actualidad los descendientes de la baronía del Papiol se entroncan con antiguas dinastías del municipio como los Bofarull, Presas o Ros-Colomé.

## Barones del Papiol
|                                | Titular | Periodo                        |
| Creado por Ramón Berenguer III | Creado por Ramón Berenguer III                                                                             | Creado por Ramón Berenguer III |
| ------------------------------ | --- | ------------------------------ |
| I                              | Arnau, Bernat y Ramón Pere. Hermanos de Ramón Berenguer III                                                | 1115                           |
| II                             | Berenguer de Cortilles                                                                                     | 1395                           |
| III                            | Ramón Despapiol                                                                                            | XV                             |
| IV                             | Joan Galcerán DesPapiol                                                                                    | XV                             |
| V                              | Joan Galcerán. Hijo del anterior                                                                           | XV                             |
| VI                             | Francesca Ángela DesPapiol=Bernat de Marimón, señores del Castillo de Sant Marçal, Marqueses de Cerdanyola | 1505                           |
| VII                            | Juan de Guimerà y Despapiol=Luisa de Llupià.Familia Guimerà, señores de Lloraç y de Ciudadela              | XVI                            |
| VIII                           | Guispert de Guimerà                                                                                        | 1587                           |
| IX                             | María de Guimerà=Pere Desbosc y Santvicenç, Familia Desboch, señores del Castillo de Burriach              | 1610                           |
| X                              | Francesc Argemir                                                                                           | 1661                           |
| XI                             | Carlos de Calders= Teresa                                                                                  | XVII- XVIII                    |
| XII                            | Agustín Copons=Gaietana Ríos                                                                               | XVIII                          |
| XIII                           | Josep Copons=Luisa Desbach                                                                                 | XVIII                          |
| XIV                            | Francisco de Bustamante y Argemir                                                                          | XVIII                          |
| XV                             | Gerardo Cebrià Font=Ana Rifós                                                                              | 1772                           |
| XVI                            | Felipe Cebrià Rifós=Josefa Vilella Ramoneda                                                                | XVIII-XIX                      |
| XVII                           | Felipa Cebrià Vilella = Valentí Llozer Codina (Ministro Honorario)                                         | XIX                            |
| XVIII                          | Rafael Llozer Cebrià                                                                                       | XIX                            |
| XIX                            | Josepa Llozer Cebrià=Josep Almirall Alier                                                                  | XIX                            |
| XX                             | Joaquím Almirall Llocer=Julia Doré Lamoile                                                                 | 1832                           |
| XXI                            | Mª. Teresa Almirall Doré=Joaquín Mora Nello                                                                | XX                             |
| XXII                           | Adela Mora Almirall y Mª Teresa Mora Almirall                                                              | XXI a la actualidad            |